# Hipogej u Ħal-Saflieni
Hipogej u Ħal-Saflieni je podzemna prapovijesna megalitska građevina (grčki: Hipogeum – "podzemlje") iz oko 3000. – 2500. pr. Kr. (neolitska Saflieni kultura) na Paoli (Malta). On je jedini prapovijesni podzemni hram na svijetu, kasnije i nekropola, zbog čega je upisan na UNESCO-ov popis mjesta svjetske baštine u Europi 1980. godine.

## Odlike
Podzemno svetište ima tri razine i ima površinu od oko 500 m². Prva i najstarija (3600. – 3300. pr. Kr.) je slična grobnicama Xemxija gdje su neke prirodne špilje vještački proširene. Tu spronađeni posmrtni ostaci oko 7,000 osoba.
Druga razina (3300. – 3000. pr. Kr.) je veličanstvena mreža prostorija poput tzv. "Velike sobe" koja je nepravilnog kružnog oblika s trilitonskim portalima od kojih su neki slijepi ulazi, a drugi ulazi u druge prostorije. Zidovi su prekriveni okerom, a tu su pronađene i mnoge figurice od kojih je najslavnija "Uspavana dama". Prostorija "Proročište" je prostrana soba s glatkim zidovima na kojima su uklesani bogati geometrijski ukrasi, a znamenita je i po snažnoj akustici.
Na trećoj razini (3150. – 2500. pr. Kr.), 10,6 m dubine, nalaze se prostorije koje su najvjerojatnije služile kao smočnice za žito.

## Povijest
Hipogej u Ħal-Saflieni je otkriven slučajno 1902. godine kada su radnici probili njezin krov pri radovima na izgradnji cisterne za stambeno naselje. Istraživanje lokaliteta je povjereno isusovcu Manuelu Magriju koji je upravo arheološkim iskapanjima u ime Muzejskog komiteta, a nakon njegove smrti 1907. godine nastavio ih je arheolog Temi Zammit.
Od 1992. do 1996. godine ulaz u hipogej je bio zatvoren zvog restauratorskih radova, a od njenog ponovnog otvorenja ulaz je dozvoljen za samo 80 posjetitelja dnevno, a na ulaznice se čeka i po dva do tri tjedna.

## Poveznice
- Megalitski malteški hramovi
- Megalitska kultura